# Shalysa Wray
Shalysa Wray (* 6. Mai 1999 auf Grand Cayman) ist eine Leichtathletin von den Cayman Islands, die sich auf den Sprint spezialisiert hat. Aktuell ist sie Inhaberin des Landesrekordes im 400-Meter-Lauf.

## Sportliche Laufbahn
Erste Erfahrungen bei internationalen Meisterschaften sammelte Shalysa Wray bei den CARIFTA-Games 2015 in Basseterre, bei denen sie im 200-Meter-Lauf mit 24,96 s in der Vorrunde in der U18-Altersklasse ausschied. Anschließend startete sie über 100 und 200 Meter bei den Jugendweltmeisterschaften in Cali, kam dort aber mit 12,40 s bzw. 25,01 s nicht über den Vorlauf hinaus. Im Jahr darauf verpasste sie dann bei den CARIFTA-Games in St. George’s mit 56,95 s den Finaleinzug im 400-Meter-Lauf und 2017 schied sie bei den CARIFTA-Games in Willemstad mit 57,30 s in der Vorrunde in der U20-Altersklasse aus. Bei den CARIFTA-Games 2018 in Nassau belegte sie in 54,63 s den vierten Platz über 400 Meter und anschließend schied sie bei den U20-Weltmeisterschaften in Tampere mit 54,32 s im Halbfinale aus. Im Herbst begann sie ein Studium an der Kansas State University in Manhattan und 2019 schied sie bei den U23-NACAC-Meisterschaften in Santiago de Querétaro mit 11,93 s in der ersten Runde im 100-Meter-Lauf aus und wurde über 200 Meter in 24,39 s Vierte. 2021 gelangte sie dann bei den U23-NACAC-Meisterschaften in San José mit 54,42 s auf Rang vier über 400 Meter und startete anschließend dank einer Wildcard über diese Distanz bei den Olympischen Spielen in Tokio und schied dort mit 53,61 s im Vorlauf aus. Im Dezember klassierte sie sich dann bei den erstmals ausgetragenen Panamerikanischen Juniorenspielen in Cali mit 53,47 s auf dem fünften Platz.
2022 schied sie bei den Commonwealth Games in Birmingham mit 53,92 s im Vorlauf über 400 Meter aus und im Jahr darauf verpasste sie bei den Zentralamerika- und Karibikspielen in San Salvador mit 55,68 s den Finaleinzug. 2024 schied sie bei den Hallenweltmeisterschaften in Glasgow mit 55,82 s in der ersten Runde über 400 Meter aus.

## Persönliche Bestzeiten
- 100 Meter: 11,67 s (+1,4 m/s), 22. April 2023 in Waco
  - 60 Meter (Halle): 7,44 s, 14. Januar 2022 in Lawrence
- 200 Meter: 23,86 s, 3. Februar 2023 in Albuquerque
- 400 Meter: 52,17 s, 14. Mai 2022 in Lubbock (Landesrekord)
  - 400 Meter (Halle): 53,20 s, 25. Februar 2023 in Lubbock (Landesrekord)